# Mr. Simpatia
Mr. Simpatia è il secondo album in studio del rapper italiano Fabri Fibra, pubblicato il 1º settembre 2004 dalla Vibrarecords.

## Descrizione
Contiene 18 tracce interamente cantate da Fibra stesso ad esclusione del brano Andiamo, realizzata insieme al fratello minore Nesli e che trae spunto da Lascio stare, presente nell'album di quest'ultimo, Home. Nesli ha realizzato gran parte delle parti strumentali dell'album, fatta eccezione per Io non ti invidio, prodotta da Bassi Maestro, e Bonus Track, realizzata da Bosca.

In occasione di un'intervista concessa nel dicembre 2004, Fabri Fibra ha spiegato il concetto della realizzazione dell'album:

Successivamente nel libro del rapper del 2011 Dietrologia - I soldi non finiscono mai, Fabri Fibra scrive riferendosi al disco Mr. Simpatia: 

## Pubblicazione
Nel 2005 l'album è stato ripubblicato con l'aggiunta di un DVD contenente la registrazione del concerto tenuto dal rapper al FreeMusik di Brescia, con l'aiuto di DJ Rudy B. Le riprese del concerto sono state realizzate dall'etichetta The Saifam Group con distribuzione Vibrarecords. Oltre alle tracce tratte da Mr. Simpatia, vi sono due brani del gruppo Uomini di Mare, di cui Fabri Fibra ha fatto parte. Il DVD è stato pubblicato anche singolarmente sotto il titolo di Mr. Simpatia Live.
Il 19 febbraio 2018, dopo quasi 14 anni dalla sua pubblicazione, l'album è stato certificato disco d'oro dalla FIMI per le oltre 25 000 unità vendute in Italia. Il 29 giugno 2020 è stato invece certificato disco di platino per il traguardo delle 50 000 copie vendute.

## Accoglienza
| Recensione     | Giudizio       |
| -------------- | -------------- |
| Rockol         | Negativo       |
| Impatto Sonoro | Pietra miliare |

L'album ha ricevuto il plauso della critica, e con il tempo è stato considerato da numerosi esperti di hip hop italiano come uno dei migliori album del genere in Italia.
Il critico Giacomo Stefanini della rivista Noisey ha scritto che «si potrebbe costruire il profilo psicologico di una persona osservando le sue barre preferite tratte da questo disco. Preferite quelle autodistruttive, quelle violente, quelle stupide? Quelle sulle celebrità o quelle sul suo capoufficio o sua madre? Le rime misogine, quelle sulla droga, sull'alcol? Mr. Simpatia, il personaggio, riesce sempre a essere fuori luogo, estremo, ma soprattutto ridicolo. Perché se questo album non fosse attraversato da uno spesso filone di umorismo, per quanto nerissimo, sarebbe impossibile da ascoltare».
Daniele Bettinelli del blog Rapologia ha definito l'album come un classico, dicendo che «osservando più da vicino le canzoni però ci si rende conto che quanto appena detto rimane oggettivamente vero ma con un senso ben più profondo» e indicando Venerdi 17, Momenti no, Rap in vena, Non crollo e la title track come i brani più significativi del disco.
Lorenzo Fabbri di Impatto Sonoro lo definisce una pietra miliare, scrivendo che «Chi non vuole riconoscere a questo disco lo status di pietra miliare e l'apertura di orizzonti espressivi fino a quel momento inediti per il rap italiano mente sapendo di mentire».

## Tracce
Testi di Fabrizio Tarducci, musiche di Francesco Tarducci, eccetto dove indicato.
1. L'uomo nel mirino – 3:23
2. Gonfio così – 3:46
3. Io non ti invidio – 3:22 (musica: Davide Bassi)
4. Venerdì 17 – 3:38
5. Solo una botta – 3:52
6. Momenti no – 4:24
7. Da questo locale – 3:22
8. Rap in vena – 3:34
9. Niente male – 4:17
10. Faccio sul serio – 3:03
11. Non crollo – 3:59
12. Non fare la puttana – 3:21
13. Voglio farti un regalo – 4:16
14. Palle piene – 3:31
15. Mr. Simpatia – 4:19
16. Andiamo (con Nesli) (Extended Version) – 5:00 (testo: Fabrizio Tarducci, Francesco Tarducci)
17. Tienila su – 2:21
18. Bonus Track – 3:44 (musica: Bosca)

Traccia bonus nell'edizione rimasterizzata del 2013
1. Faccio sul serio (Radio Version) – 2:55

DVD bonus nella Gold Edition
1. Intro – 2:20
2. Bonus Track – 3:34 (musica: Bosca)
3. La mia vita – 4:54 (musica: Nicola Latini)
4. L'uomo nel mirino – 3:23
5. Non crollo – 4:00
6. Io non ti invidio – 3:22 (musica: Davide Bassi)
7. Venerdì diciassette – 3:38
8. Non fare la puttana – 3:21
9. Rap in vena – 3:34
10. Faccio sul serio – 3:03

## Formazione
Musicisti
- Fabri Fibra – voce
- Marco Greganti – chitarra
- "Nuts" Zampa Lupo Solitario – base musicale (traccia 18)

Produzione
- Nesli – produzione e pre-missaggio (eccetto tracce 3 e 18)
- Nicola "DJ T" Rigoni – missaggio, mastering, montaggio
- Bassi Maestro – produzione e pre-missaggio (traccia 3)
- Bosca – produzione (traccia 18)

## Classifiche
| Classifica (2024) | Posizione massima |
| ----------------- | ----------------- |
| Italia            | 3                 |